# Martyr (kanadská hudební skupina)
Martyr je kanadská hudební skupina založená v roce 1994 ve městě Trois-Rivières v provincii Québec. Hraje technický death metal. Mezi zakladatele patří bratři François Mongrain (vokál, baskytara) a Daniel Mongrain (vokál, kytara) společně s bubeníkem Françoisem Richardem a kytaristou Pier-Lucem Lampronem.
V roce 1997 vyšlo první studiové album s názvem Hopeless Hopes. K roku 2021 má kapela na svém kontě tři dlouhohrající alba plus několik dalších nahrávek.

## Diskografie

### Dema
- Ostrogoth (1995)
- Warp Zone (1999)
- Demo (2003)
- Promo CD 2005 (2005)

### Studiová alba
- Hopeless Hopes (1997)[1]
- Warp Zone (2000)[1]
- Feeding the Abscess (2006)[1]

### Singly
- Non Conformis (1997)

### Live alba
- Extracting the Core (2001)

### Videa
- Havoc in Quebec City (2008)